# Tecknet
Tecknet, även kallat tecken, games, cirkus, kotte eller kotten är ett svenskt kortspel.
Tecknet är för fyra deltagare som spelar parvis mot varandra. Reglerna skiljer sig åt i olika delar av landet men i stora drag går det till så här: Man spelar med honnörskorten (knekt, dam, kung, ess) samt en joker på hand, allt som allt 17 kort, och turas om att skicka ett kort medsols. Det gäller att få ihop ett fyrtal. Jokern fungerar som valfritt kort.
Övriga kort ligger uppdelade på två (eller tre) högar uppochner på bordet. 
När man har fått ett fyrtal ska man signalera till sin medspelare med hjälp av ett hemligt tecken som båda har kommit överens om. Syftet med det hemliga tecknet är att informera om att det är dags att slå varsin hand så fort som möjligt på någon korthögarna utan att någon i motståndarparet hinner emellan. Korten i korthögarna ger poäng till laget som slog, förutsatt att båda slog först och någon av dem kan visa upp ett fyrtal.
En variant är att spela utan jokern. Då använder man alla 10:orna istället och har alltså 5 kort på handen från början. Sedan skickar alla deltagarna vars ett kort samtidigt. Då blir det svårare att se de andras tecken, omgångarna varar lite längre och avgörs inte lika snabbt av den som fått jokern som bara måste få 3 honnörskort lika.